# Ferma (obwód brzeski)
Ferma (biał. Херма; ros. Херма) – wieś na Białorusi, w obwodzie brzeskim, w rejonie brzeskim, w sielsowiecie Muchawiec, nad Rytą.
W dwudziestoleciu międzywojennym leżała w Polsce, w województwie poleskim, w powiecie brzeskim, do 18 kwietnia 1928 w gminie Radwanicze, następnie w gminie Kamienica Żyrowiecka. Po II wojnie światowej w granicach Związku Sowieckiego. Od 1991 w niepodległej Białorusi.